# Siedlisko ruderalne

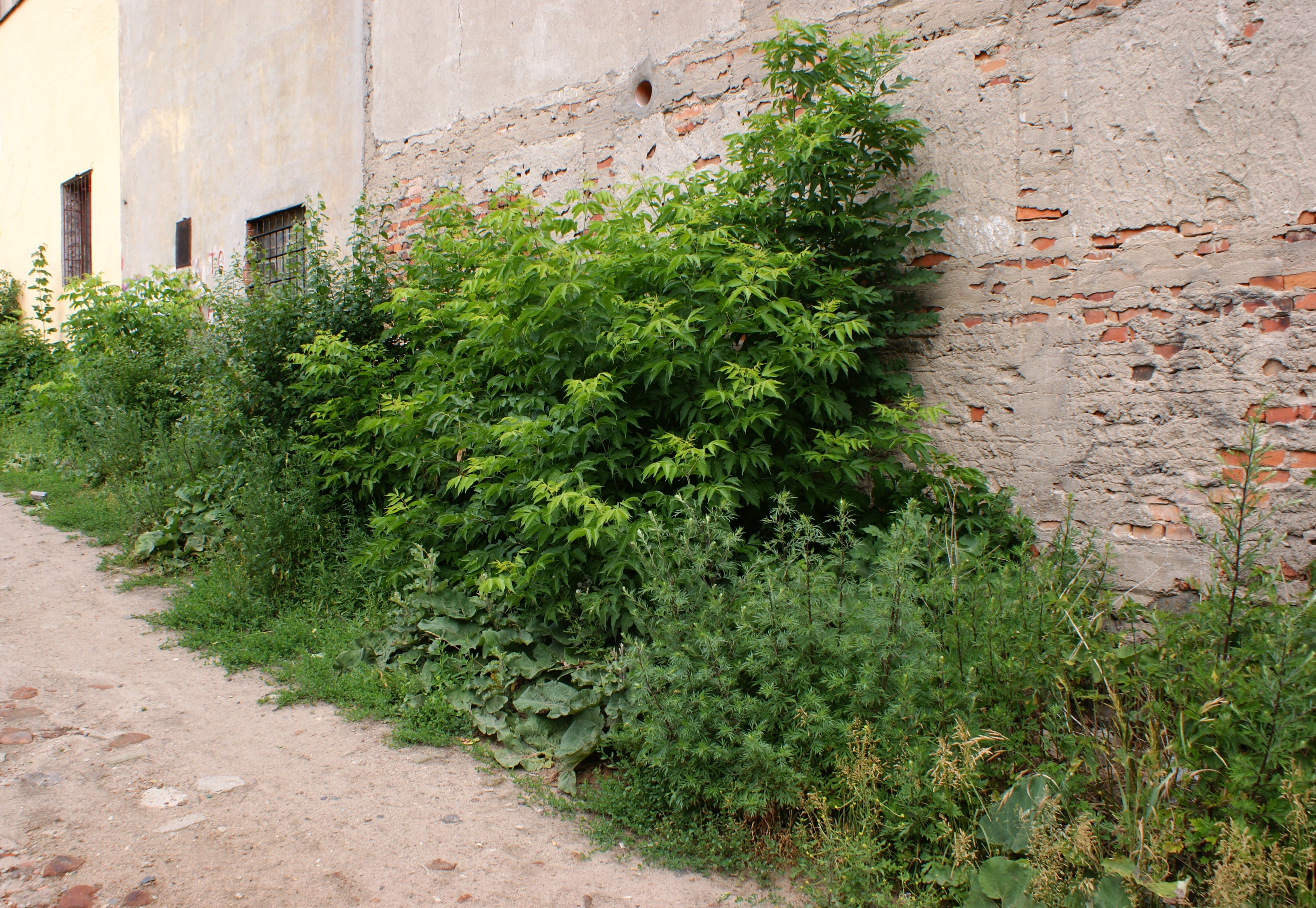
Przychacia z roślinnością ruderalną

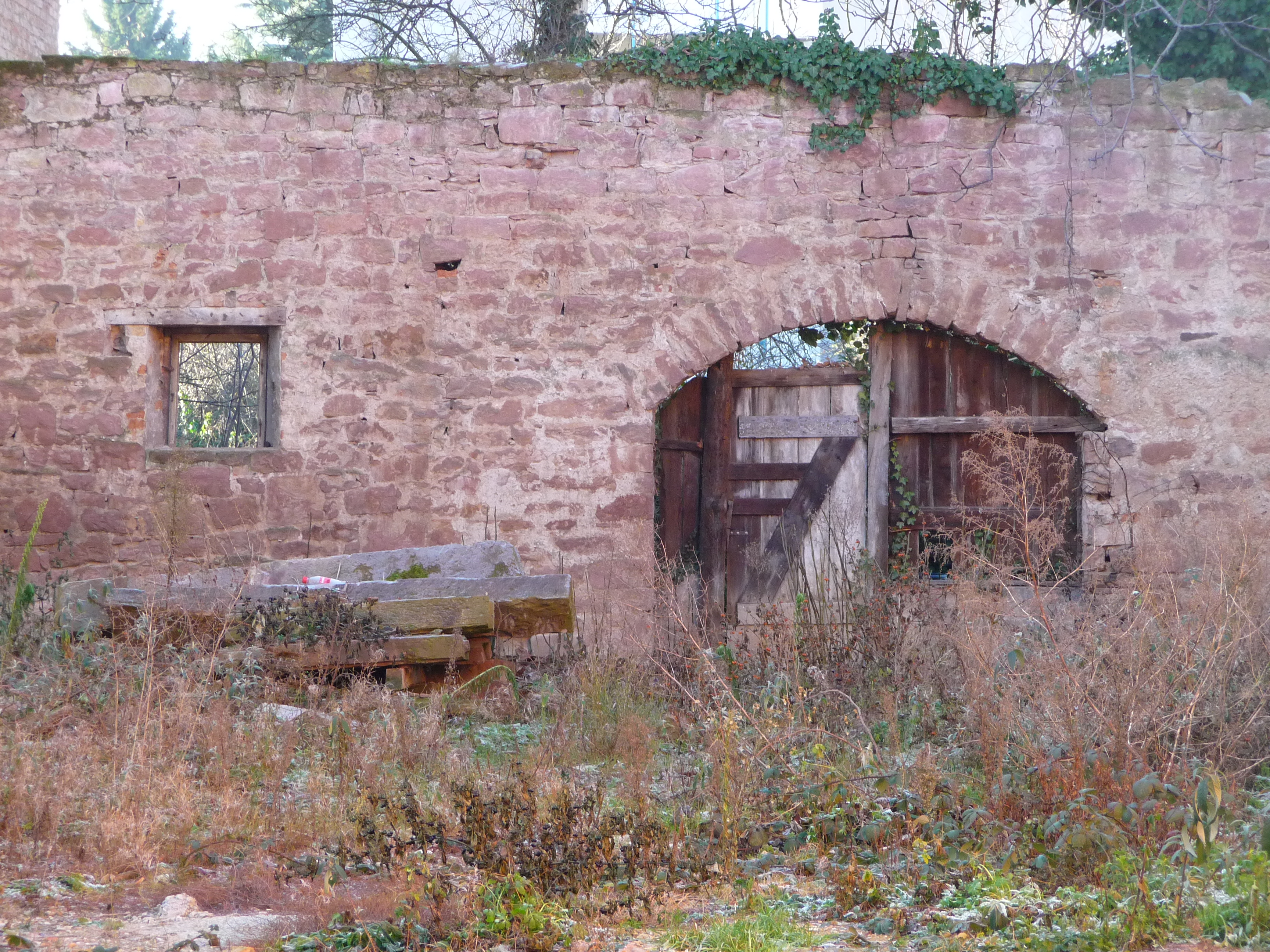
Mury

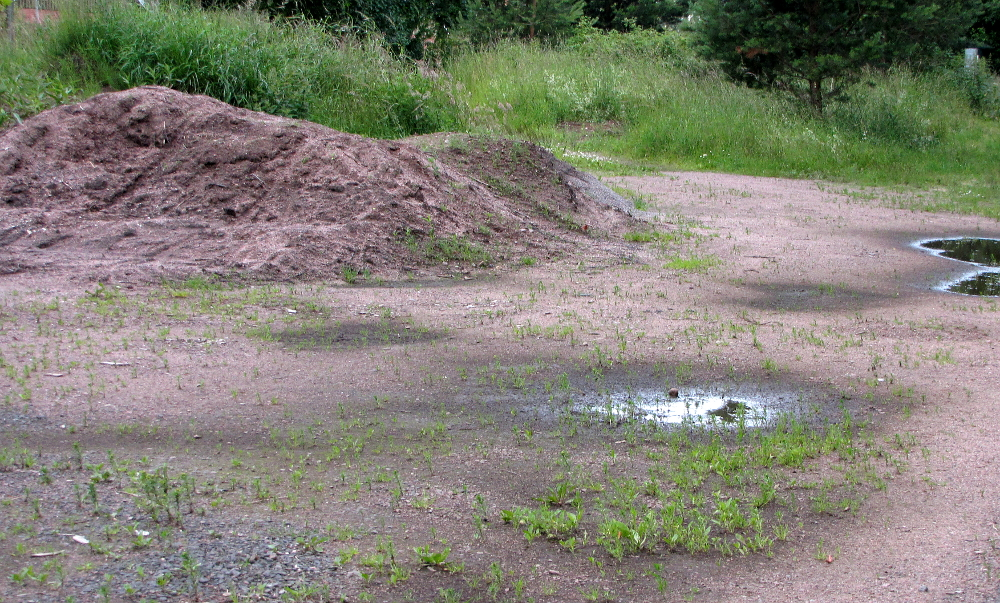
Hałdy

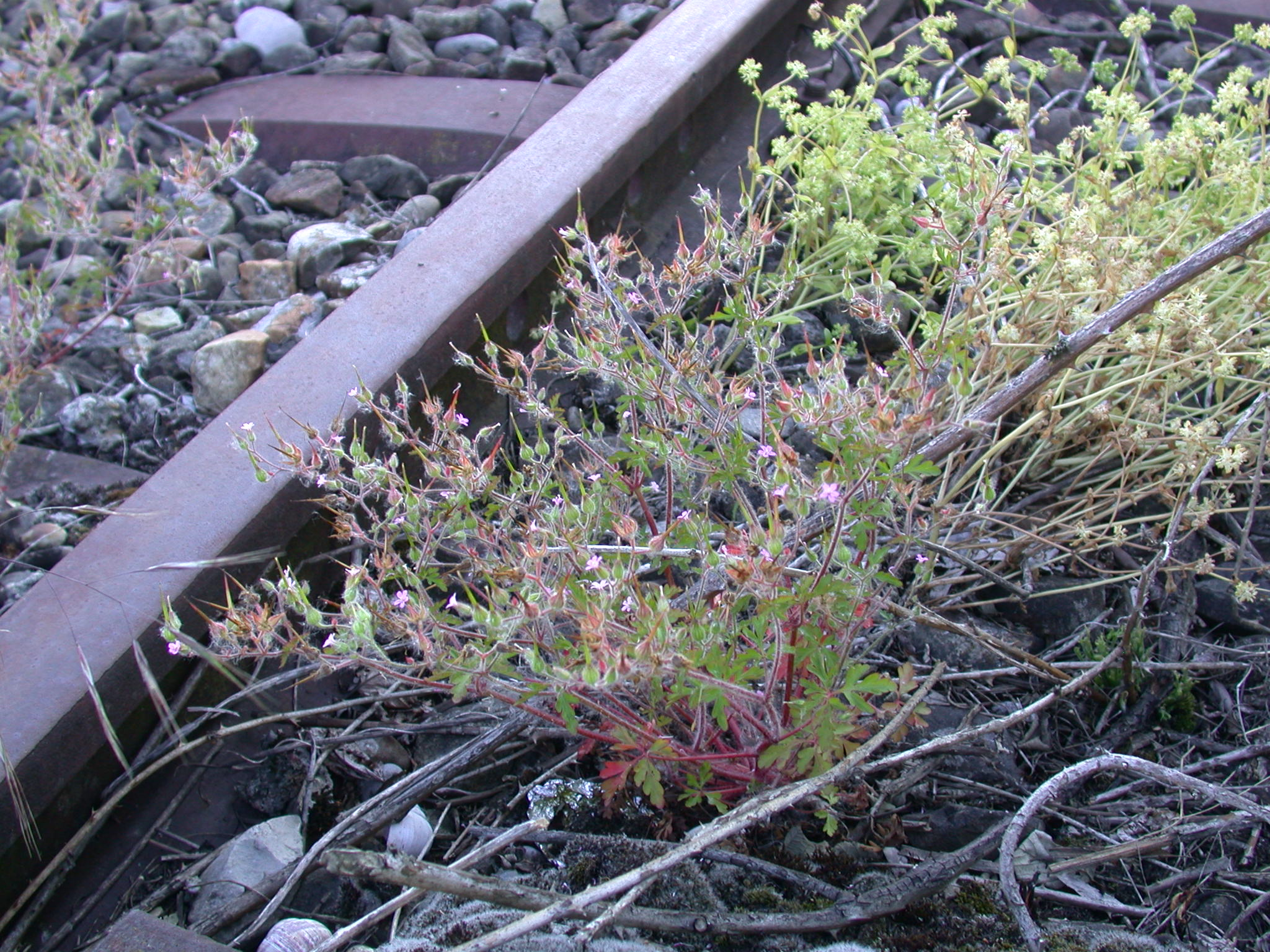
Torowiska kolejowe

Siedlisko ruderalne – obszar poddany bardzo intensywnej działalności człowieka, w wyniku której całkowicie, lub w bardzo dużym stopniu uległy zniszczeniu znajdujące się na nim naturalne siedliska roślin i zwierząt, wykształcił się natomiast nowy typ roślinności ruderalnej. Szczególnie dużo siedlisk ruderalnych znajduje się w miastach, przy drogach i na terenach przemysłowych, tutaj bowiem siedliska naturalne zostały najbardziej zniszczone w wyniku działalności człowieka, a teren przekształcony. W zasiedlaniu terenów ruderalnych często dużą rolę odgrywają gatunki synantropijne. Przykłady siedlisk ruderalnych:
Szczeliny murów, dachów, schodów, płyt chodnikowych i asfaltuWarunki życia w tych siedliskach charakteryzują się dużymi różnicami temperatur w różnych porach dnia, utrudnionym dostępem roślin do wody i gleby, narażeniem roślin na wydeptywanie i zwykle dużym skażeniem środowiska. W Polsce przebadano florę wielu siedlisk tego typu, m.in. w Pałacu Kultury i Nauki i na nieistniejącym już Stadionie X-lecia w Warszawie.
Hałdy górnicze i poprzemysłoweWarunki życia na hałdach są dla organizmów wybitnie niekorzystne. Hałdy to niestałe, osypujące się podłoże, brak w nim wody, szczególnie w górnych partiach, mała jest zawartość pierwiastków chemicznych niezbędnych roślinom do życia, duża natomiast pierwiastków zbędnych, często toksycznych. Hałdy są bardzo zróżnicowane pod względem składu chemicznego, warunki siedliskowe w ich różnych miejscach są bardzo różne i bardzo wolno zachodzą w nich procesy glebotwórcze.
Przydroża, wydepczyska, pobocza ulic i autostradCharakteryzują się silnie ubitym, więc źle napowietrzonym podłożem. Pobocza dróg i autostrad są ponadto zazwyczaj silnie zasolone i skażone metalami ciężkimi, substancjami pochodzącymi z ropy naftowej oraz herbicydami używanymi do niszczenia roślinności. Zawartość soli jest zmienna w ciągu roku i zależna od odległości od nawierzchni drogi. Najwyższa koncentracja soli jest wiosną i maleje wraz z odległością od drogi. Najsilniej zanieczyszczona jest strefa najbliższa jezdni, w której dodatkowo zalega błoto pośniegowe.
Torowiska kolejowe i tramwajowe
- rośliny są systematycznie niszczone chemicznie za pomocą herbicydów,
- większe rośliny są ciągle mechanicznie niszczone przez pociągi i tramwaje,
- podłoże jest silnie skażone smarami, olejami i metalami ciężkimi,
- w kamienistym podłożu jest bardzo mało próchnicy,
- tłuczeń i szyny torowisk w słońcu  silnie nagrzewają się, istnieją więc duże wahania temperatur,
- w podłożu jest niedostatek wody.

Torowiska charakteryzują się więc bardzo niekorzystnymi dla roślin warunkami. Mimo tego istnieją gatunki roślin żyjące na tego typu siedliskach. Ponadto transport kolejowy odegrał dużą rolę w rozprzestrzenienia wielu gatunków roślin (tzw. gatunki zawlekane).
Wysypiska śmieciWarunki dla roślin są tu bardzo zróżnicowane, w zależności od wieku wysypiska, rodzaju składowanych odpadów i sposobu zagospodarowania. Niesprzyjającymi dla większości roślin czynnikami są:
- silne przenawożenie związkami organicznymi, lub odwrotnie – zupełny niemal ich brak (w zależności od rodzaju odpadów),
- wydobywanie się toksycznych gazów (szczególnie na świeżych wysypiskach),
- niedobór wody (jeśli wysypisko nie jest nawadniane)
- duża niestabilność podłoża i ciągle niszczenie roślinności nowymi śmieciami

Porty, dworce,  otoczenie elewatorów zbożowych i młynówSą miejscem, w którym na dużą skalę przywożone są, składowane i przechowywane surowce roślinne; zboża, rośliny oleiste, pasze, bawełna, owoce egzotyczne itd. Miejsca te od dawna są dużym centrum zawlekania obcych gatunków. Ich nasiona przywożone są wraz z transportem surowców roślinnych, ziemią, wodą balastową statków. Duża część siedlisk ruderalnych niezajętych przez rodzimą roślinność (place przeładunkowe, targowiska, składowiska) sprzyja ich rozwojowi.
Zobacz też
- Rośliny ruderalne, siedlisko segetalne, siedlisko półnaturalne